# بيت دي بوير
بيت دي بوير (بالهولندية: Piet de Boer)‏ (مواليد 10 أكتوبر 1919) هو لاعب كرة قدم. يلعب مع منتخب هولندا لكرة القدم. سبق له أن لعب في كأس العالم لكرة القدم مع منتخب بلاده.

## روابط خارجية
- بيت دي بوير على موقع الاتحاد الدولي (مؤرشف)  (الإنجليزية)
- بيت دي بوير على موقع قاعدة بيانات كرة القدم.إي يو (الإنجليزية)
- بيت دي بوير على موقع ناشيونال فوتبول تيمز (الإنجليزية)
- بيت دي بوير على موقع Soccerway.com (الإنجليزية)
- بيت دي بوير على موقع عالم كرة القدم.نت (الإنجليزية)